# Stefan Rotarski
Stefan Antoni Maciej Rotarski (ur. 14 marca 1886 w Rudzieńcu, zm. 31 lipca 1959) – pułkownik dyplomowany łączności inżynier Wojska Polskiego, kawaler Orderu Virtuti Militari.

## Życiorys
Urodził się 14 marca 1886 w rodzinie Józefa i Zofii z Gorazdowskich. W 1904 ukończył Gimnazjum św. Anny w Krakowie. Od 1904 do 1908 odbył studia na Wydziale Budowy Maszyn Szkoły Politechnicznej we Lwowie, uzyskując tytuł inżyniera elektromechanika. Był czynnym członkiem Akademickiego Klubu Turystycznego we Lwowie. Od 1909 do 1910 pracował na uczelni jako asystent. Został członkiem Towarzystwa Politechnicznego we Lwowie. Następnie został inżynierem miejskich zakładów elektrycznych we Lwowie w X klasie rangi.
Należał do Związku Strzeleckiego. Po wybuchu I wojny światowej wstąpił do Legionów Polskich. Został sekcyjnym w 4 kompanii III batalionu 1 pułku piechoty w składzie I Brygady. Od października 1915 do sierpnia 1916 był przydzielony do Oddziału Telefonicznego w I batalionie w składzie III Brygady. 11 października 1915 został mianowany chorążym, 18 sierpnia 1918 podporucznikiem. Następnie był oficerem Kompanii Telegraficznej Komendy Legionów Polskich i referentem telefonicznym w Komendzie Legionów Polskich. Od 15 kwietnia 1917 roku pełnił obowiązki komendanta Szkoły Oficerów Telefonicznych w Warszawie.
W Polskim Korpusie Posiłkowym był dowódcą Oddziału Telefonicznego. W 1917 wszedł w skład Rady Oficerskiej i Sądu Honorowego Legionów. Po bitwie pod Rarańczą został internowany 18 marca 1918 i był przetrzymywany w Wiedniu do 26 kwietnia 1918. Jako oficer byłego Polskiego Korpusu Posiłkowego reskryptem Rady Regencyjnej z 25 października 1918 roku został przydzielony do podległego jej Wojska Polskiego w randze porucznika.
Został zastępcą szefa Sekcji Elektrotechnicznej Departamentu Technicznego w Ministerstwie Spraw Wojskowych. W Wojsku Polskim został zweryfikowany w stopniu kapitana, następnie awansowany do stopnia majora w 1919. Następnie służył w Sztabie Generalnym Wojska Polskiego: od grudnia 1918 w Oddziale II Służby Łączności, od 5 lutego 1919 był szefem sekcji Telefonii i Telegrafii, od 10 marca 1919 szefem Oddziału IIIa Służby Łączności SG Naczelnego Dowództwa Wojska Polskiego. Został oficerem SG. Od lutego 1920 kierował Szefostwem Służby Łączności (następca III Oddziału). 11 czerwca 1920 został awansowany do stopnia podpułkownika ze starszeństwem z dniem 1 kwietnia 1920. Od końca marca 1920 krótkotrwale szef Łączności Polowej SG NDWP, od kwietnia do czerwca 1921 szef Wydziału Departamentu Technicznego MSWoj. Za udział w wojnie polsko-bolszewickiej otrzymał Order Virtuti Militari. W połowie 1921 odbył kurs we Francji, po czym został szefem Wydziału Wojsk Łączności Departamentu IV MSWoj., po czym do drugiej połowy 1922 był Wojskowym Komisarzem Łączności przy Oddziale IV SG. Ukończył II Kurs Doszkolenia od 3 listopada 1922 do 15 października 1923 w Wyższej Szkole Wojennej. Został szefem Oddziału V SG i w kwietniu 1924 mianowany pułkownikiem ze starszeństwem z dniem 1 lipca 1923 i zweryfikowany z lokatą 1. w korpusie oficerów łączności. W pierwszej połowie 1926 odbył kurs na dowódców pułków w Doświadczalnym Centrum Wyszkolenia. W tym roku został mianowany I oficerem sztabu inspektora armii gen. dyw. Aleksandra Osińskiego.
Od 27 stycznia 1930 do 18 października 1935 sprawował stanowisko dowódcy piechoty dywizyjnej 10 Dywizji Piechoty w garnizonie Łódź. W lutym 1930 został wybrany członkiem zarządu Łódzkiego Klubu Lotniczego, a 9 marca 1930 jego prezesem. Pełnił funkcję prezesa Aeroklubu Łódzkiego. Od 28 października 1935 mianowany pomocnikiem dowódcy Okręgu Korpusu nr VI we Lwowie. Po przybyciu do Lwowa udał się na urlop zdrowotny, po czym na własną prośbę został przeniesiony w stan spoczynku 30 kwietnia 1936.
Zamieszkał w Warszawie przy ulicy Ludnej 6. W stolicy był prezesem Towarzystwa Wojskowo-Technicznego. W okresie II RP został osadnikiem wojskowym w osadzie Agatówka (gmina Hoszcza).
Po wybuchu II wojny światowej 1939 podczas kampanii wrześniowej polecono mu organizację łączności w Ministerstwie Komunikacji. Z personelem tego urzędu ewakuował się do Rumunii. W listopadzie 1939 został komendantem obozu w Călimănești, a po przeniesieniu w grudniu w Târgoviște. W lutym 1940 przedostał się do Francji (jego następcą został płk dr Ludwik Ząbkowski). W ramach Polskich Sił Zbrojnych zasiadał w składzie Wojskowego Trybunału Orzekającego, kierował Wydziałem Studiów Ministerstwa Obrony Narodowej rządu polskiego na uchodźstwie w Londynie. Wykładał na II Wojennym Kursie Wyższej Szkoły Wojennej w Szkocji.
Po wojnie pozostał na emigracji w Wielkiej Brytanii. Zmarł 31 lipca 1959.

## Ordery i odznaczenia
- Krzyż Srebrny Orderu Wojskowego Virtuti Militari nr 5228 (28 lutego 1922)[13]
- Krzyż Niepodległości (19 maja 1932)[14]
- Krzyż Oficerski Orderu Odrodzenia Polski (27 grudnia 1924)[15][16]
- Krzyż Walecznych (czterokrotnie)[16]
- Złoty Krzyż Zasługi (10 listopada 1928)[17][16]
- Medal Pamiątkowy za Wojnę 1918–1921[16]
- Medal Dziesięciolecia Odzyskanej Niepodległości[16]
- Odznaka Pamiątkowa Generalnego Inspektora Sił Zbrojnych (12 maja 1936)
- Komandor Orderu św. Sawy (Jugosławia[16], 1926)
- Kawaler Orderu Legii Honorowej (Francja)[16]